# Annelys de Vet
Annelys de Vet (Alkmaar, 1974) is een Nederlands ontwerper, docent en onderzoeker. Ze heeft haar eigen ontwerppraktijk onder de naam DEVET. Van 2009 tot 2019 leidde ze de MA in Design 'Denktank voor Visuele Strategieën' aan het Sandberg Instituut in Amsterdam, de masteropleiding van de Gerrit Rietveld Academie. Daar initieerde ze de tijdelijke masteropleiding Disarming Design, van 2020 tot 2022.
De Vet startte in 2003 het uitgeversinitiatief Subjective Editions. Dit project ontwikkelt mapping publicaties van verschillende regio's wereldwijd in samenwerking met lokale gemeenschappen.
In 2012 was ze medeoprichter van het designlabel Disarming Design from Palestine, in samenwerking met de International Academy of Art Palestine en met steun van ICCO.

## Opleiding
Van 1991 tot 1996 studeerde de Vet aan de Hogeschool voor de Kunsten Utrecht waar ze een bachelor Grafische Vormgeving behaalde, waarna ze tussen 1996 en 1999 een MFA in Design & Fine arts volgde aan het Sandberg Instituut in Amsterdam. Daarnaast was ze van 1999 tot 2000 artist in residence aan de RMIT University (Melbourne), waar ze beeldhouwkunst studeerde.
Vanaf 2019 is ze doctorandus aan het Antwerp Research Institute for the Arts (ARIA)- een praktijkgeleide doctoraatsstudie aan de Sint Lucas Hogeschool voor de Kunsten en Universiteit Antwerpen, waar ze onderzoek doet naar de voorwaarden van designpedagogie om onderdrukking en onrechtvaardigheid tegen te gaan door de daad van design.

## Carrière
Van 2003 tot 2008 coördineerde de Vet de afdeling Man & Communicatie aan de Design Academy Eindhoven. Tussen 2006 en 2009 ontwikkelde ze het concept en de vormgeving van het Tijdelijk Museum Amsterdam, het parallelprogramma van de jaarlijkse kunstbeurs Art Amsterdam.
In 2009 werd ze benoemd tot cursusdirecteur bij de afdeling vormgeving van het Sandberg Instituut in Amsterdam, een functie die ze tot 2019 bekleedde. Ook leidde ze van 2010 tot het einde van haar directeurschap bij het instituut de masterclass voor digital storytelling 'Sandberg@Mediafonds'. In deze periode, in 2015, verhuisde ze haar atelier naar het Pajottenland, een ruimte die ze deelt met de Nederlandse kunstenaar Rudy Luijters.
Samen met Nuno Coelho cureerde ze de tentoonstelling Unmapping the World als onderdeel van de Experimenta International Design Biennial in 2013, die als thema "No Borders" had. Hier wilden de Vet en Coelho de schijnbare neutraliteit van professionele cartografie onthullen. De door hen geselecteerde werken zijn allemaal hedendaagse geëngageerde cartografische projecten. Voor de 22e editie van de internationale Biënnale voor Grafisch Ontwerp in Chaumont in 2015 werd de Vet uitgenodigd om de studentenwedstrijd te leiden en de tentoonstelling van studentenwerk samen te stellen. Unmapping the World diende ook als thema voor deze wedstrijd, terugkerend naar de titel van de tentoonstelling Experimenta Design '13.

## Subjective Editions
De Vet richtte in 2003 het uitgeversinitiatief Subjective Editions op. Dit project werkt samen met lokale gemeenschappen uit verschillende regio's wereldwijd om een 'Subjectieve Atlas' voor die regio te ontwerpen. Ze nodigen verschillende kunstenaars, ontwerpers, fotografen en architecten uit om tijdens een reeks workshops hun land, omgeving of sociale problemen vanuit hun eigen perspectief in kaart te brengen. Hun bedoeling is vooral om de complexe realiteit van deze plaatsen te tonen in schril contrast met al te simplistische mediabeelden.

### Ontwapenend Ontwerp uit Palestina

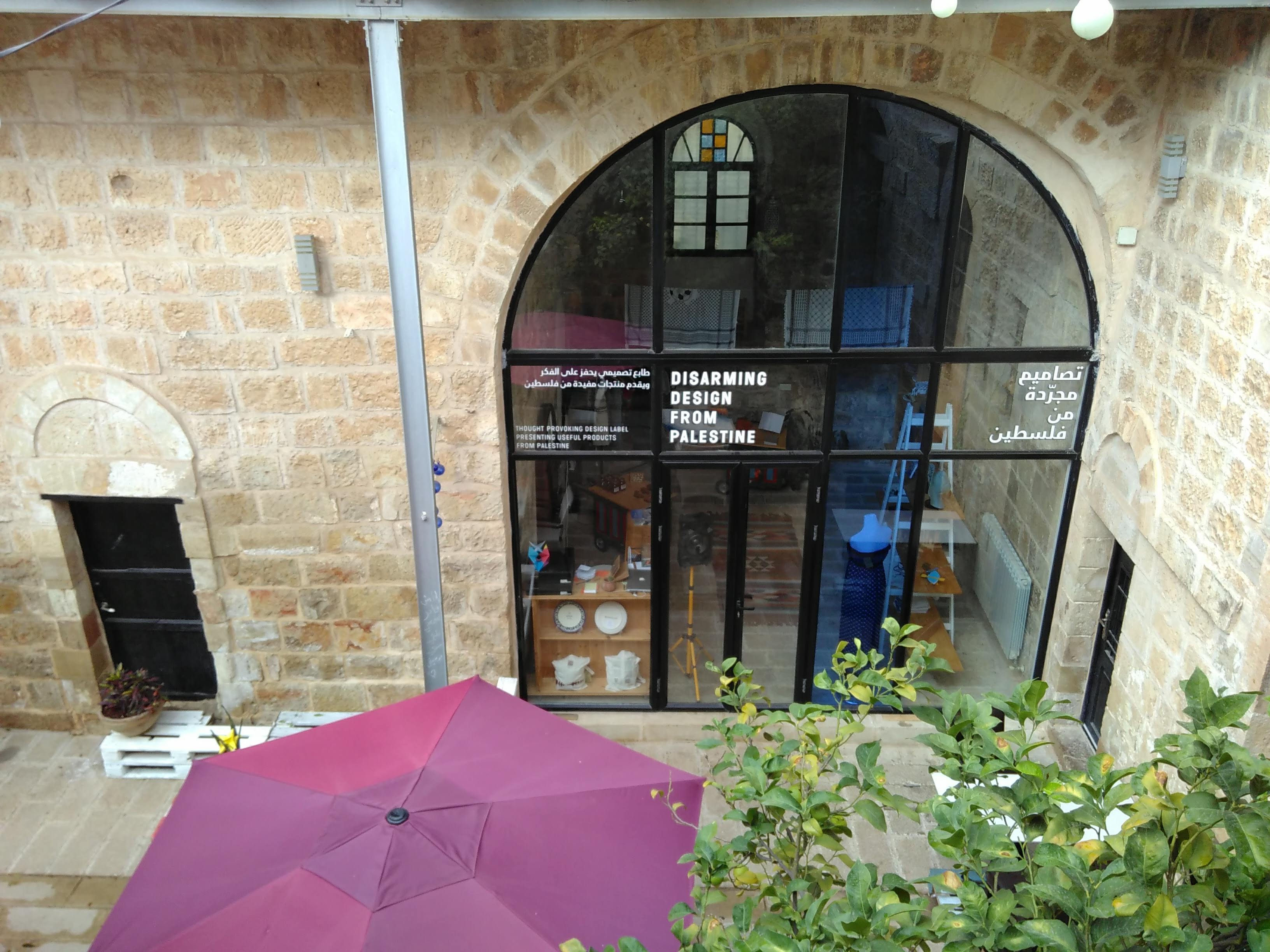
Ontwerp van een winkel in Birzeit (Palestina)

De Vet was medeoprichter van het project Disarming Design from Palestine, een designlabel voor de presentatie en ontwikkeling van hedendaags design uit Palestina. Dit project werd opgezet in samenwerking met de International Academy of Art Palestine op uitnodiging van de Nederlandse NGO ICCO en werd in 2015 een onafhankelijke organisatie. Het label werkt nauw samen met lokale ontwerpers en ambachtslieden in Palestina en streeft ernaar de menselijke ervaring te vertellen via zijn producten. Via het platform Disarming Design worden objecten gemaakt door Palestijnse ontwerpers en kunstenaars gepromoot en verkocht in de rest van de wereld. De items die door deze creatieven worden gemaakt, worden geproduceerd in nauwe samenwerking met lokale ambachtslieden. Met hun korte toeleveringsketen willen ze bijdragen aan een duurzame en mensgerichte economie.

## Balangrijkste werken
De Vet heeft verschillende rollen op zich genomen bij de totstandkoming van verschillende publicaties, voornamelijk (maar niet beperkt tot) als redacteur, ontwerper en schrijver.
- De Publieke Rol van de Grafisch Ontwerper/De Publieke Zaak van de Grafisch Ontwerper (2006): een zelf geïnitieerde publicatie onder redactie van Roelien Plaatsman en Joris Visser.[7]
- Nieuwe Symbolen voor Nederland (2005): onder redactie van Rutger Wolfson en vormgegeven door de Vet, uitgegeven door VALIZ.[8]
- Kwintessens #97 (2016): waar ze optrad als gastredacteur en ontwerper, uitgegeven door Design Vlaanderen & Flanders Fashion Institute.
- Design Dedication, Adaptive Mentalities on Design Education (2020): onder redactie van de Vet, met diverse bijdragen van ontwerpers, opleiders en studenten. Uitgegeven door Valiz.

Haar praktijk omvat ook ruimtelijke interventies en productontwerp, waaronder:
- Among Us/Onder Ons (2004): performance voor Nederlands orkest De Volharding, in samenwerking met Mayke Nas.[1][9]
- Between the Lines (2008): installatie van 21 verlichte nissen met daarin korte zinnen voor het gebouw van het Openbaar Ministerie in Lelystad.[1]
- Voor alles is er een seizoen (2012): set van 12 theedoeken voor Nederlands ontwerpbureau Droog.
- My cup of thoughts (2012): kop en schotel met verschillende combinaties van uitspraken voor Droog.[10]
- New Urgencies (2018): installatie voor de tentoonstelling OCCUPATION:DESIGNER in MAD Brussels.[1]

- Digitale Bibliotheek voor de Nederlandse Letteren: vet_006
- Gemeinsame Normdatei: 122880471
- International Standard Name Identifier: 0000 0001 1876 4242
- Library of Congress Control Number: n2008023094
- Nationale Bibliotheek van Israël: 987007307887305171
- Nederlandse Thesaurus van Auteursnamen: 231040008
- RKD-Nederlands Instituut voor Kunstgeschiedenis: 235136
- Système universitaire de documentation: 168740664
- Virtual International Authority File: 56081783
- WorldCat: E39PBJmxRKf3dmrDcfgBwPGmBP